# Tilletiaceae
Die Tilletiaceae sind eine Gruppe der Brandpilze (Ustilaginomycotina) und wie alle Brandpilze Pflanzenparasiten. Sie sind die einzige Familie der Ordnung Tilletiales. Der Name rührt von der Gattung Tilletia her, die wiederum den französischen Metallurgen, Botaniker und Agronomen Mathieu Tillet (1714–1791) ehrt.

## Merkmale und Lebensweise
Die Tilletiales sind gegenüber anderen Ordnungen durch das Vorhandensein eines gestreiften Doliporus im Septum gekennzeichnet. Dieser besitzt keine Porenkappe. In der Mitte des Porenkanals befindet sich eine elektronendichte Platte oder Pfropfen. Der Porenkanal wird von zwei dreiteiligen, membranösen, symmetrisch angeordneten Bändern durchzogen. Sie sind leicht gekrümmt und mit der Porenmembran assoziiert. Die Bänder besitzen eine oberflächliche Ähnlichkeit mit denen der Tremellales. Sie ähneln in ihrer Struktur allerdings stark den Membrankappen der Urocystales, Entylomatales, Doassansiales und Exobasidiales.
Die Tilletiales sind die einzige Gruppe, bei denen die Septen in den Hyphen der Fruchtkörper (Sori) Poren aufweisen.
Sie sind auch die einzigen Vertreter der Exobasidiomycetes, die nicht dimorphisch sind, sie bilden nur Hyphenstadien, keine Hefenstadien aus. Die Interaktionszonen mit dem Wirt sind lokal und besitzen keinen Interaktionsapparat.
Die Tilletiales parasitieren vorwiegend auf Süßgräsern. Die Sporen werden – außer bei einigen Arten der Gattung Tilletia – in den Fruchtknoten des Wirts gebildet.

## Entwicklung
Bei den Meiosporen gibt es zwei Kreuzungstypen. Zwischen Myzelen oder schon den Sporen verschiedenen Typs bildet sich eine Kopulationsbrücke, über die der Zellkern, aber auch Cytoplasma von einer Zelle in die andere wandert. Aus dieser Zelle wächst ein paarkerniges (dikaryotisches) Myzel aus. Dieses Myzel bildet paarkernige Konidien aus, die aktiv weggeschleudert werden (Ballistokonidien).
Die Teliosporen der Tilletiales werden im Interzellularraum des Wirts gebildet. Sie sind die größten unter den Ustilaginomycotina. Die Basidien besitzen keine Querwände, sind also Holobasidien. An ihrem Scheitel werden vier oder acht längliche Meiosporen (Basidiosporen) gebildet.
Auch die haploiden Myzele können sich mittels Konidien vermehren.

## Systematik
Die Tilletiales gehören zu den Exobasidiomycetes. Die einzelnen Gattungen sind morphologisch und ökologisch recht ähnlich, was die Gattungsabgrenzung schwierig macht. Die Ordnung wird von Begerow et al. (2006) wie folgt untergliedert:
- Tilletiales
  - Tilletiaceae
    - Conidiosporomyces
    - Erratomyces
    - Ingoldiomyces
    - Neovossia
    - Oberwinkleria
    - Tilletia

Die Familie Tilletiaceae wurde bereits von Louis René Tulasne und Charles Tulasne 1847 aufgestellt. Der Name Tilletiales wurde von Hanns Kreisel 1967 erstmals verwendet, jedoch ohne die für die Gültigkeit nötige lateinische Diagnose. Diese wurde erst 1997 von Robert Bauer und Franz Oberwinkler veröffentlicht.

## Belege
- Robert Bauer, Franz Oberwinkler, Kálmán Vánky: Ultrastructural markers and systematics in smut fungi and allied taxa. Canadian Journal of Botany, Band 75, 1997, S. 1273–1314.
- Dominik Begerow, Matthias Stoll, Robert Bauer: A phylogenetic hypothesis of Ustilaginomycotina based on multiple gene analyses and morphological data. Mycologia, Band 98, 2006, S. 906–916. doi:10.3852/mycologia.98.6.906
- A. Bresinsky, Ch. Körner, J. W. Kadereit, G. Neuhaus, U. Sonnewald: Strasburger – Lehrbuch der Botanik. 36. Auflage, Spektrum Akademischer Verlag, Heidelberg 2008, S. 672. ISBN 978-3-8274-1455-7